# Växjö Lakers HC
Växjö Lakers Hockey Club, förkortat Växjö Lakers HC, är en ishockeyklubb från Växjö i Sverige, bildad år 1997 sedan Växjö HC gått i konkurs. A-laget debuterade i seriespel den 23 oktober 1997 i Division 4 (dåtidens femtedivision), och sju säsonger senare hade Växjö Lakers avancerat till Hockeyallsvenskan. Efter tre raka försök i kvalserien (2009, 2010 samt 2011) lyckades Växjö Lakers avancera till Sveriges högsta division, Elitserien/SHL. Växjö Lakers har blivit ett av Sveriges mest framgångsrika hockeylag sedan dess, genom att ha spelat fyra SM-finaler och vunnit SM-guldet samtliga gånger (2015, 2018, 2021, och 2023), vunnit grundserien fyra gånger varav två raka (2017, 2018, 2021 och 2023) och spelat sin första final i Europaturneringen Champions Hockey League (i vilken klubben deltagit sedan turneringens premiärsäsong, 2014/2015) 2018.

## Historia
Växjö Lakers bildades inför säsongen 1997/1998 efter att Växjö HC gått i konkurs samma år. 

### 00-talet
Redan under sin första säsong i Allsvenskan 2003/2004, nådde Lakers Playoff, där de först slog ut IF Sundsvall Hockey i två raka matcher. Sedan förlorade dock klubben med 2–1 i matcher mot Skellefteå AIK, där Lakers vann med 2–1 i första matchen efter sudden death. Målskytt var Peter Andersson.
Under säsongen 2008/2009 slutade Växjö Lakers på en femte plats i Allsvenskan, vilket innebar Playoff-spel. Växjö vann då första omgången mot IF Troja/Ljungby med 2–0 i matcher. De fick då möta Almtuna IS i Playoff 2 som de vann över med 2–1 i matcher. Detta innebar att Växjö vann Playoff-spelet och de fick för första gången i historien spela i Kvalserien till Elitserien i ishockey.

### Tre kvalspelsår

#### Kvalserien till Elitserien 2009
När Växjö Lakers gick in i sin första kvalserie till Elitserien gjorde man det som bottentippade. Den första matchen spelades på hemmais mot Rögle BK där Växjö vände ett 0–2-underläge till en 3–2-ledning. Rögle lyckades dock trycka in ett 3–3-mål och Rögle vann sedan på straffar med 3–4. Växjö Lakers förlorade sedan två matcher i rad, först mot VIK Västerås HK och därefter mot Södertälje SK. Sedan kom revanschen mot Leksands IF. Robert Rosén avgjorde matchen och Lakers kunde åka hem med en 2–3-seger i bagaget. Växjö hade nu 4 poäng totalt i Kvalserien. Nästa match som stod på tur var mot AIK på hemmais där Lakers vann med 7–3. De nästkommande matcherna förlorade man 4 matcher i rad. Lakers avslutade deras hittills bästa säsong genom att vinna över Rögle BK på bortais med 3–5. Växjö Lakers slutade på 10 poäng vilket innebar en femteplacering i Kvalserien till Elitserien i ishockey 2009.
Även under de två påföljande säsongerna (2009/2010 och 2010/2011) nådde Lakers spel i Kvalserien till Elitserien i ishockey; den senare av dem innebar avancemang till elitserien.

#### Kvalserien till Elitserien 2010
Säsongen 2009/2010 tog sig Växjö Lakers till Kvalserien till Elitserien i ishockey för andra året i rad. De kvalificerade sig till kvalserien genom en tredjeplats i serietabellen, vilket betydde direktavancemang till Kvalserien. Växjö slutade som sist i serien. Växjö Lakers slutade på 6 poäng vilket innebar en sjätteplacering i Kvalserien till Elitserien i ishockey 2010.

#### Kvalserien till Elitserien 2011

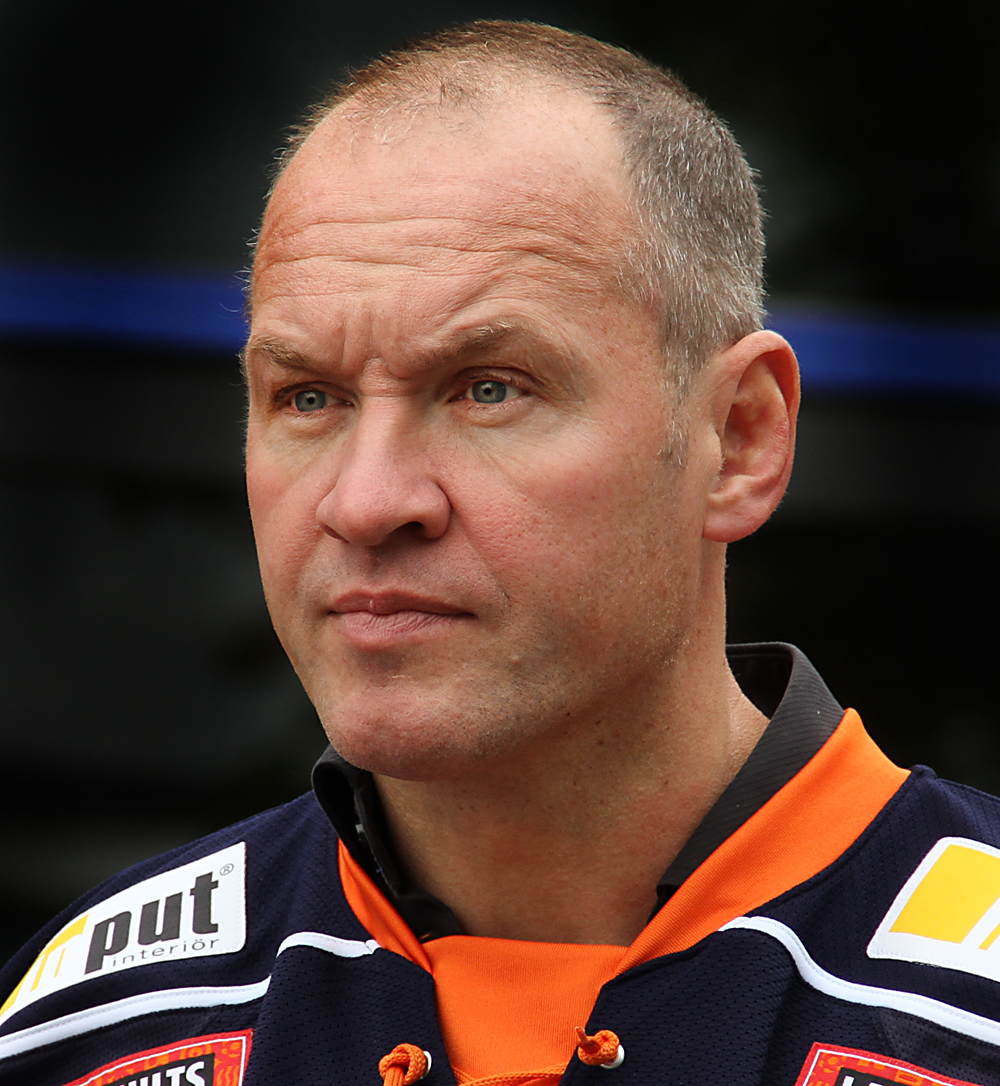
Huvudtränaren Janne Karlsson ledde Lakers till Elitserien våren 2011.

Säsongen 2010/2011 tog sig Växjö Lakers till Kvalserien till Elitserien i ishockey för tredje året i rad, via direktavancemang. Detta stod klart när fyra matcher återstod av grundserien.
I Kvalserien till Elitserien i ishockey 2011 inledde Växjö serien på hemmais mot Mora IK (som gått till Kvalserien som obesegrade i sitt playoff), och Mora IK besegrades med 5–1. Växjö Lakers Erik Josefsson gjorde tre mål och genomförde ett äkta hat-trick denna match. I Växjös andra match mötte man nykomlingarna i HockeyAllsvenskan, Rögle BK. Matchen vanns av Växjö på full tid med resultatet 1–2. I matchen Växjö Lakers mot Örebro HK tog Växjö tre poäng på fulltid efter resultatet 4–2.
Växjö låg nu på förstaplats i kvalserien och skulle genomföra fyra möten mot forna elitserielag; Modo Hockey och Södertälje SK. De första två mötena utspelade sig på bortais för Växjö. Kronobergarna tog med sig en poäng från mötet i Örnsköldsvik (1–0 till Modo Hockey under övertid) och två poäng från SSK (2–3 till Växjö efter straffar). På hemmais besegrade först Växjö Lakers Södertälje SK med 5–1. Södertälje inledde den första perioden med att ta ledningen genom att göra 0–1 på Oscar Alsenfelt. Därefter kvitterade Joakim Hillding för Växjö Lakers i den första perioden. Växjö Lakers tog sedan tre poäng genom att vinna med 5–1 över Södertälje. Den sista av de fyra raka matcherna mot forna elitserielag som Växjö spelade i Kvalserien 2011 ägde rum i Växjö Ishall var mot Modo Hockey. Matchen slutade 3–2 till Växjö (efter straffar). Växjö tog 8 poäng av 12 möjliga på de fyra mötena.
I den åttonde omgången av serien säkrade Växjö avancemang till Elitserien genom dels sin vinst 5–2 borta mot Örebro HK i Behrn Arena, men även genom att Södertälje vann mot Rögle i Ängelholm med 2–1. Växjö Lakers slutade på 26 poäng vilket innebar en förstaplacering i Kvalserien till Elitserien i ishockey 2011.

### Resten av 2010-talet
Sedan säsongen 2011/2012 spelar Lakers i SHL.

## Säsonger
| Säsong    | Division                   | Placering | SM/Slutspel/Vårserie                            | Playoff/Kval                                         |
| --------- | -------------------------- | --------- | ----------------------------------------------- | ---------------------------------------------------- |
| 1997/1998 | Division IV Södra          | 2         | 2 i vårserien                                   |                                                      |
| 1998/1999 | Division IV Götaland Södra | 1         | 5:a i Division III Götaland vår                 | Serieomläggning, kvalificerade för nya Division II   |
| 1999/2000 | Division II Götaland D     | 3         | 3:a i vårserien                                 |                                                      |
| 2000/2001 | Division II Södra D        | 1         | 1 i Division I Södra B vårserie                 | 2:a i Förkval södra B, uppflyttade                   |
| 2001/2002 | Division I Södra B         | 1         | 4:a i Allettan Södra; 1:a i Förkval Södra       | 4:a i kvalserien till Allsvenskan Södra              |
| 2002/2003 | Division I Södra           | 1         | 1:a i Förkval Södra A                           | 1:a i kvalserien till Allsvenskan Södra, uppflyttade |
| 2003/2004 | Allsvenskan Södra          | 7         | 2:a i vårserien                                 | Playoff: Besegrar Sundsvall, utslagna av Skellefteå  |
| 2004/2005 | Allsvenskan Södra          | 5         | 2:a i vårserien                                 | Playoff: Utslagna av Nyköping                        |
| 2005/2006 | Hockeyallsvenskan          | 10        |                                                 |                                                      |
| 2006/2007 | Hockeyallsvenskan          | 6         | Playoff: Utslagna av Björklöven                 |                                                      |
| 2007/2008 | Hockeyallsvenskan          | 6         | Playoff: Utslagna av Västerås                   |                                                      |
| 2008/2009 | Hockeyallsvenskan          | 5         | Playoff: Besegrar Troja och Almtuna             | 5:a i Kvalserien                                     |
| 2009/2010 | Hockeyallsvenskan          | 3         |                                                 | 6:a i Kvalserien                                     |
| 2010/2011 | Hockeyallsvenskan          | 1         |                                                 | 1:a i Kvalserien, uppflyttade                        |
| 2011/2012 | Elitserien                 | 9         |                                                 |                                                      |
| 2012/2013 | Elitserien                 | 10        |                                                 |                                                      |
| 2013/2014 | Svenska Hockeyligan        | 3         | SM: Besegrade Luleå; utslagna av Färjestad      |                                                      |
| 2014/2015 | Svenska Hockeyligan        | 3         | SM: Besegrade Örebro och Frölunda               | SM-final: Besegrar Skellefteå, SM-guld               |
| 2015/2016 | Svenska Hockeyligan        | 6         | SM: Besegrade Linköping; utslagna av Skellefteå |                                                      |
| 2016/2017 | Svenska Hockeyligan        | 1         | SM: Utslagna av Malmö                           |                                                      |
| 2017/2018 | Svenska Hockeyligan        | 1         | SM: Besegrade Brynäs och Malmö                  | SM-final: Besegrade Skellefteå, SM-guld              |
| 2018/2019 | Svenska Hockeyligan        | 7         | SM: Besegrade Örebro; utslagna av Luleå         |                                                      |
| 2019/2020 | Svenska Hockeyligan        | 10        |                                                 |                                                      |
| 2020/2021 | Svenska Hockeyligan        | 1         | SM: Besegrade Färjestad och Örebro              | SM-final: Besegrade Rögle, SM-guld                   |
| 2021/2022 | Svenska Hockeyligan        | 5         | SM: Utslagna av Frölunda                        |                                                      |
| 2022/2023 | Svenska Hockeyligan        | 1         | SM: Besegrade Luleå och Frölunda                | SM-final: Besegrade Skellefteå, SM-guld              |
| 2023/2024 | Svenska Hockeyligan        | 2         | SM: Besegrade Luleå; utslagna av Rögle          |                                                      |
| 2024/2025 | Svenska Hockeyligan        | 8         | SM: Besegrade Örebro; utslagna av Luleå         |                                                      |

## Laguppställningar

### Truppen 2025/26[14]

#### Målvakter
| Nr | Nat | Spelare        | Pos | S/H | Ålder | Kom från/Värvad | Födelseort | längd | kg | kontrakt |
| -- | --- | -------------- | --- | --- | ----- | --------------- | ---------- | ----- | -- | -------- |
| 70 | SWE | Adam Åhman     | GK  | L   | 22    | Tingsryds AIF   | Västervik  | 182   | 74 | 25/26    |
| 32 | SWE | Ludvig Persson | GK  | L   | 26    | Brynäs IF       | Göteborg   | 185   | 83 |          |

Backar
| Nr | Nat | Spelare              | Pos | S/H | Ålder | Kom från/Värvad       | Födelseort         | längd | kg | kontrakt |
| -- | --- | -------------------- | --- | --- | ----- | --------------------- | ------------------ | ----- | -- | -------- |
| 6  | SWE | Petter Granberg      | D   | R   | 33    | Skellefteå AIK        | Gällivare          | 190   | 93 | 25/26    |
| 49 | SWE | Leo Sahlin Wallenius | D   | L   | 19    | Växjö J20             | Skövde             | 183   | 83 | 25/26    |
| 8  | USA | Zack Giuttari        | R   | R   | 29    | Abbotsford Canucks    | Warwick, USA       | 188   | 86 | 25/26    |
| 94 | SWE | Joel Persson         | D   | R   | 27    | San Diego Gulls       | Osby               | 186   | 87 | 29/30    |
| 21 | USA | Brian Cooper         | D   | L   | 29    | IK Oskarshamn         | Anchorage, USA     | 178   | 89 | 25/26    |
| 4  | CAN | Keegan Lowe          | D   | L   | 29    | Bolzano               | Greenwich, CT, USA | 188   | 87 | 26/27    |
|    | SWE | Elias Rosén          | D   | L   | 24    | Bemidji State Beavers | Landhut            | 178   | 80 | 26/27    |
|    |     |                      |     |     |       |                       |                    |       |    |          |
|    |     |                      |     |     |       |                       |                    |       |    |          |

Forwards
| Nr | Nat | Spelare              | Pos   | S/H | Ålder | Kom från/värvad          | Födelseort  | längd | kg  |       |
| -- | --- | -------------------- | ----- | --- | ----- | ------------------------ | ----------- | ----- | --- | ----- |
| 40 | SWE | Dennis Rasmussen     | C     | L   | 35    | HC Davos                 | Västerås    | 192   | 94  | 26/27 |
| 41 | SWE | Ludvig Nilsson       | LW    | L   | 27    | Brynäs IF                | Huddinge    | 186   | 87  | 24/25 |
| 12 | Fin | Otto Koivula         | C     | L   | 28    | Bridgeport Islanders     | Nokia       | 195   | 102 | 25/26 |
| 51 | SWE | Emil Sylvegård       | LW/RW | L   | 32    | IF Malmö Redhawks        | Malmö       | 188   | 98  | 24/25 |
| 28 | SWE | Hugo Gustafsson      | FW    | L   | 25    | Södertälje SK            | Södertälje  | 178   | 76  | 24/25 |
| 25 | SWE | Lucas Elvenes        | LW/RW | L   | 26    | Leksands IF              | Ängelholm   | 185   | 78  | 26/27 |
| 42 | SWE | Kalle Kratz          | C     | L   | 21    | Mora IK                  | Orsa        | 186   | 85  | 27/28 |
| 62 | SWE | Manuel Ågren         | LW/RW | L   | 29    | Djurgårdens IF           | Oskarshamn  | 180   | 82  | 27/28 |
|    | FIN | Eemeli Suomi         | C/LW  | L   | 30    | Ilves                    | Tammerfors  | 177   | 83  |       |
| 13 | USA | Dylan Mclauglin      | C/ FW | L   | 29    | Springfield Thunderbirds | Langcaster  | 180   | 85  | 25/26 |
| 91 | CAN | Félix Roberts        | C/W   | L   | 26    | Syracuse Crunch          | Lec-Megatic | 173   | 75  | 25/26 |
| 29 | SWE | Sebastian Strandberg | C     | L   | 33    | Linköping HC             | Visingö     | 177   | 80  | 25/26 |
| 24 | SWE | Karl Henriksson      | LW    | L   | 24    | Hartford Wolf Pack       | Malmö       | 176   | 80  | 26/27 |
| 69 | SWE | Ville Svensson       | C/W   | L   | 20    | Växjö j20                | Mörrum      | 188   | 84  | 25/26 |

## Klubbemblemet, lagdräkten och färgerna
Från bildandet av klubben 1997, fram tills säsongen 2011/2012 bestod både Växjös lagdräkt och klubbmärke av de tre färgerna rött, gult och blått. Inför spel i Elitserien 2011 ändrades klubbemblemet till texten "Växjö Lakers", samt en bild av det småländska landskapsvapnet. Lagdräkternas färger ändrades till blått, vitt och orange.
Anders Öman, ordförande i Växjö Lakers Hockey, tog 2009 beslutet att bygga en ny modern arena i Växjö. I september 2010 avslöjades att arenan skulle heta Vida Arena efter Sveriges största privatägda sågverkskoncern, Vida. Kontraktet för namnavtalet löper över 14 år.

## Framstående spelare
Växjö Lakers värvade Shjon Podein till säsongen 2003/2004 samt 2004/2005. Podein har spelat 699 NHL-matcher för bland annat Edmonton Oilers, Philadelphia Flyers, St. Louis Blues och vann Stanley Cup med Colorado Avalanche.
Under säsongerna 2007/2008, 2008/2009 och 2009/2010 spelade ishockeymålvakten Viktor Fasth i Växjö Lakers. Säsongen 2009/2010 fick han sitt stora genombrott med klubben och stod för en räddningsprocent på 93% i grundserien, vilket gjorde honom till HockeyAllsvenskans bästa målvakt detta år. Han gick året därefter till AIK, där han briljerade i slutspelet med en sensationell räddningsprocent på 94,5% och vann säsongen 2010/2011 utmärkelsen för Elitseriens bästa målvakt, nämligen Honkens trofé. Han har senare även debuterat i det svenska ishockeylandslaget, Tre Kronor och samma år även mottagit Guldpucken. Efter att ha enbart representerat svenska klubbar, fick Viktor Fasth 2012 sitt första NHL-kontrakt. Han har hittills representerat två NHL-klubbar; Anaheim Ducks och Edmonton Oilers.
I april 2011 stod det klart att den finländske ishockeyspelaren Tomi Kallio skrivit ett tvåårskontrakt med Växjö Lakers. Kallio har spelat 140 NHL-matcher och stått för 55 NHL-poäng i klubbarna Atlanta Thrashers, Columbus Blue Jackets och Philadelphia Flyers. Han har dessutom gjort 348 poäng på 433 matcher med Frölunda HC i Elitserien. Utöver detta har han även gjort 48 poäng på 82 matcher med det finländska landslaget i ishockey i VM- och OS-turneringar..
I juli 2011 gick Växjö Lakers ut med att man skrivit under ett kontrakt med den schweiziska målvakten och Stanley Cup-vinnaren Martin Gerber. Gerber har under sin karriär representerat totalt 5 NHL-klubbar (Anaheim Ducks, Carolina Hurricanes, Ottawa Senators, Toronto Maple Leafs och Edmonton Oilers). Han gjorde under sin vistelse i dessa klubbar 229 NHL-framträdanden och 12 Stanley Cup-framträdanden. Han ledde säsongen 2005/2006 sitt Carolina Hurricanes till sin första Stanley Cup-vinst någonsin. Han stod under grundspelet 60 matcher och under slutspelet 6 dito för Hurricanes under deras hittills mest framgångsrika säsong. Han har även representerat Schweiz herrlandslag i ishockey i 70 landskamper..

## Klubbfakta
- Grundat: 1997[26]
- Antal aktiva medlemmar: c:a 500[27]
- Supporterklubb: Lakers Lakejer[28]
- Högsta serie: SHL (2011/2012)
- Lägsta serie: Division 4 (1997/1998)[29]
- Hemmaarena: Vida Arena[30]
- Kapacitet: 5750 personer[31]
- Rivaler: IK Oskarshamn, HV71
- Samtliga historiska tabellplaceringar: Tråd från Lakers Lakejers Forum[32]